# アップルトンのアメリカ人名事典
アップルトンのアメリカ人名事典（アップルトンのアメリカじんめいじてん、英語: Appletons' Cyclopædia of American Biography）は、新大陸（アメリカ大陸）の歴史に関わった有名な人物の伝記集である。全6巻からなり、1887年から1889年にかけて刊行された。記事には執筆者の名前は記されていなかったが、数十年にわたって権威あるものとして広く受け入れられていた。その後、この人名事典は、何十もの実在しない人物の伝記が含まれていることで有名になった。
タイトルが"Appleton's"ではなく"Appletons'"となっているのは元からであり、引用時に修正されるべきではない。これは、アップルトンという1人の人物ではなく、会社など複数の人物によって執筆されたということを示している。

## 概要
この事典には、当時存命だった人物を含む、2万人以上のアメリカ合衆国市民の記事、および北米・南米の他の国の数千人の市民の記事が収録されている。その目的は、新世界の全ての注目すべき人物の記事を収録することであった。この事典には、アメリカの歴史と密接に関連する、約千人の外国出生者も含まれていた。この事典には、約60枚のフルページの肖像画と、それを補足する複写のサインを伴う約1500点の小さなビネットの肖像画や、数百点の歴史的に有名な出生地、住居、モニュメント、墓の景色が収められていた。
いずれの記事にも、執筆者の名前やイニシャル等は記されていない。執筆者への手掛かりは、寄稿者の一覧と、寄稿者のアルファベット順に配置された寄稿の一覧からのみ得られる。ある査読者は、これは不便な方法であり、特定の略歴の執筆者を見つけるために、一覧全体を探し回らないといけないと、不平を感じていた。

## 架空記事
今日、この事典は推定で200人以上の架空の人物の記事が含まれていることで有名である。1919年、植物学者のジョン・バーンハートが、これらの虚構記事を最初に発見した。彼は、ラテンアメリカで研究するために新世界に来た14人のヨーロッパ人植物学者の略歴を解説し、再版した。HとVについて体系的に調査され、1939年までに47件の虚構記事が発見された。この事典における虚構記事の状況は、ガウチャー大学のマーガレット・キャッスル・シンドラー(Margaret Castle Schindler)によって1937年に評価された。シンドラーによれば、
これらの記事の執筆者（または執筆者ら）は、科学の訓練を受けていたはずである。創作された人物の大部分は科学者であり、6つの言語でタイトルを発明したり適応させたりするのに十分な言語知識が必要である。彼は確かに南アメリカの歴史と地理に精通していた。彼が創作した人物が訪れた場所のほとんどは実在する場所であり、参加した歴史的事件のほとんどは本物である。しかし、彼は時には間違いを犯し、それにより彼の不正な作業を検出することができる。
ジョージ・ゾーン(George Zorn)は、架空のイエズス会修道士の記事の著者がウィリアム・クリスチャン・テナー(William Christian Tenner)であると特定し、このジャンルの42の虚構記事を特定した。ドブソン(Dobson)は、第3巻から始まる「南米および中央アメリカ人に関する記事」の情報源として現れるヘルマン・リッター(Hermann Ritter)が、虚構記事の著者である可能性があると提案した。ドブソンは、Juan G. Puronがこの役割を果たしている最初の2つの巻は、実質的に問題のない記事であると述べているが、バーンハートは「Dávila、Nepomuceno」の記事は怪しいが、疑念の影を超えて架空のものではないとしている。
この事典の寄稿者は自由に新しい項目を提案し、記事の長さに応じて報酬が支払われた。記事のチェックは、編集者による体裁の確認だけだった。アップルトンの事典は「価値ある権威のある仕事」であり、彼女の結果は多くの本物の記事に反映されるべきではないと認めているが、シンドラーは、ラテンアメリカ関連の記事は他の情報源と照合するまで慎重に使用すべきであると述べた。

## 先行する作品
アップルトンの事典は、フランシス・サミュエル・ドレイク(Francis Samuel Drake)によるDictionary of American Biography（1928年に発刊されたより包括的な同名の事典とは無関係）の内容を取り入れていた。この事典は1872年に発行され、元の素材、ドレイクによる最新の訂正、新版のために集めたすべての資料がアップルトンの事典で使用された。ドレイクの事典には10,000の伝記が収録されていた。

## 版
アップルトンの事典の初版は1887年から1889年にかけて、ニューヨークのD. Appleton & Companyから刊行された。編集者はジェームズ・グラント・ウィルソンとジョン・フィスク、1886年から1888年までの編集長はロシター・ジョンソンだった。付録と補足リストを含む第7巻、および事典全体の主題索引が1901年に刊行された。
1968年にゲイル・リサーチ・カンパニー (Gale Research Company) がこの事典を再版したが、虚構記事はそのままにされた。